# Falling in Love (1984)
Falling in Love (bra: Amor à Primeira Vista; prt: Encontro com o Amor) é um filme estadunidense de 1984 do gênero romance, dirigido por Ulu Grosbard.

## Sinopse
No período das compras de Natal, Frank e Molly se esbarram em uma loja. Passados alguns meses, eles tornam a se encontrar no trem (comboio). Embora ambos sejam casados, eles passam a se encontrar frequentemente e a amizade acaba se transformando em amor.

## Elenco
- Robert De Niro .... Frank Raftis
- Meryl Streep .... Molly Gilmore
- Harvey Keitel .... Ed Lasky
- Jane Kaczmarek .... Ann Raftis
- David Clennon .... Brian Gilmore
- Dianne Wiest .... Isabelle
- George Martin .... John Trainer
- Victor Argo .... Victor Rawlins
- Wiley Earl .... Mike Raftis
- Jesse Bradford .... Joe Raftis

## Prêmios e indicações

### Prêmios
Prêmio David di Donatello
- Melhor Atriz Estrangeira: Meryl Streep (1985)

 Prêmios Sant Jordi
- Melhor Ator Estrangeiro: Robert De Niro (1986)

### Indicações
Prêmios Sant Jordi
- Melhor Atriz Estrangeira: Meryl Streep (1986)